# لیدی گاگا و ماپت‌ها نمایش دیدنی کریسمس
لیدی گاگا و ماپت‌ها نمایش دیدنی کریسمس (انگلیسی: Lady Gaga and the Muppets Holiday Spectacular) ویژه برنامه تلویزیونی روز شکرگذاری با خواننده آمریکایی لیدی گاگا و ماپت‌ها. این برنامه ۹۰ دقیقه‌ای در ای‌بی‌سی در ۲۸ نوامبر ۲۰۱۳ پخش شد، با بازیگران مهمان جوزف گوردون لویت، التون جان، روپال و کریستن بل.